# Národní společnost filmových kritiků
Národní společnost filmových kritiků (anglicky: National Society of Film Critics, NSFC) je americká organizace filmových kritiků. V současnosti se skládá ze zhruba 60 členů, kteří píší filmové kritiky pro různé americké noviny a týdeníky. Národní společnost filmových kritiků byla založena v roce 1966 skupinou newyorských filmových kritiků.

## Ocenění
Národní společnost filmových kritiků uděluje ocenění v kategoriích:
- Nejlepší film
- Nejlepší režisér
- Nejlepší herec
- Nejlepší herečka
- Nejlepší herec ve vedlejší roli
- Nejlepší herečka ve vedlejší roli